# Árbol sagrado

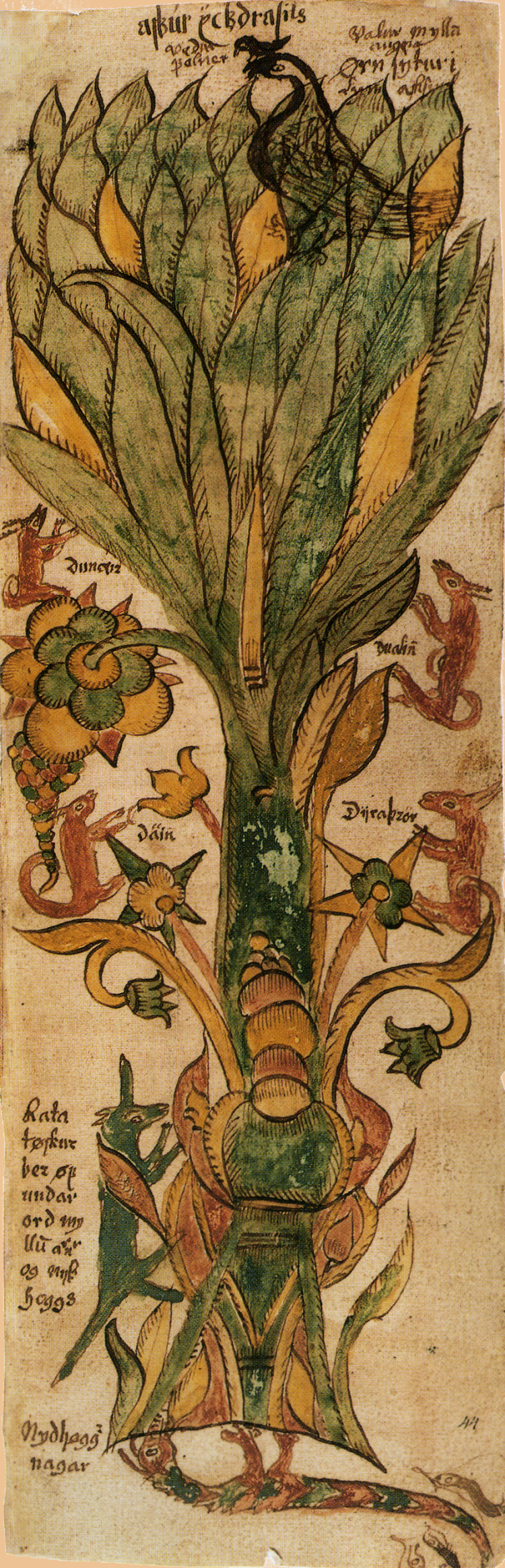
Yggdrasil, árbol sagrado de la mitología nórdica.

Árbol sagrado es aquel que tiene un significado especial, de carácter religioso, para una comunidad. Hay dos maneras de entender el árbol sagrado, como especie y como individuo. Algunos pueblos consideran sagrada una especie determinada; de ese modo, los africanos adoran el baobab, como los celtas adoraban el roble. En cambio, algunas comunidades eligen un ejemplar determinado, como el ahuehuete de Oaxaca, en México, o el espino de Glastonbury, en Inglaterra. El árbol sagrado celta, también es conocido como Bilios, Bilé o Crann Bethadh. Estos árboles, suelen estar situados en el centro del bosque, y suele ser el árbol con el tronco más grueso.
Por otro lado, no podemos dejar de lado los árboles sagrados mitológicos, como el roble de Thor o el ciprés de Kashmar, e incluso especies consideradas fuentes de inmortalidad, como el melocotón en China o el manzano en la antigua Grecia.
La adoración a los árboles es la tendencia a crear mitos de los árboles por parte de muchas culturas.

## Especies sagradas
En la actualidad, sólo unas pocas especies de árboles son consideradas sagradas, pero, en la Antigüedad, muchas, por su utilidad, escasez, tamaño o resistencia, se establecieron como sagradas para evitar su tala. Una lista muy abreviada de especies sería la que aparece a continuación. En África hay numerosas especies sagradas para tribus concretas que requerirían un estudio más profundo.
- Abedul: asociado al dios Belenus en la mitología celta y a la diosa Frigga en la mitología nórdica, aparece mencionado en el Kalevala para dar forma al arpa de Vainamoinen.
- Abeto: asociado a la Navidad, sustituye en la mitología nórdica al fresno Yggdrasil, que fue derribado por san Bonifacio y plantó un abeto como símbolo del amor eterno de Dios. Por su forma triangular, representa la santísima Trinidad en el cristianismo. Otras leyendas hablan de un niño salvado de la nieve por un abeto gigantesco o de un árbol caído que únicamente respetó a un abeto. Empezó a usarse como árbol de Navidad en el siglo XVI en Europa.
- Acacia: en el Antiguo Egipto, fue el árbol sagrado de Hathor, diosa del amor y la belleza, y más tarde de Isis, diosa madre y diosa de la magia. Se cree que el Arca de la Alianza y el Tabernáculo de los hebreos estaban hechos de madera de acacia. Los masones lo consideran símbolo de pureza y entereza del alma, y plantaron una en el lugar donde fue asesinado Hiram, arquitecto del templo de Salomón. Es famoso el árbol del Teneré, en Níger, una vieja acacia que sobrevivió hasta 1973 en el desierto del Sahara.
- Acebo: era sagrado para los druidas, que aconsejaban meterlo en las casas como protección contra hadas y duentes, y aún hoy se usa con este fin. En la mitología celta, el Hombre Verde pudo proceder de un personaje mucho más antiguo, el Rey del Acebo. Los romanos los asociaban al dios Saturno, y celebraban las saturnales durante el solsticio de invierno, en lo que luego sería la Navidad cristiana.
- Ahuehuete: es una especie de ciprés de río que vive miles de años en México, donde se considera árbol nacional. Hay varios famosos, aunque el más importante es el que se conoce como árbol del Tule, en Oaxaca, de unos dos mil años de edad.
- Álamo: en Mesopotamia y Grecia se le relacionaba con los muertos. Heracles llevaba una corona de hojas de álamo cuando descendió al Averno. En la mitología celta se le llamaba aeda, “el que evita la muerte”. En la Odisea aparece como uno de los tres árboles de la resurrección, junto con el aliso y el ciprés, y en la Edad Media se corrió el mito de que la cruz de Cristo estaba hecha de madera de álamo. El álamo negro estaba consagrada a Hécate, diosa de la muerte en Grecia. En Roma, la ninfa Egeria, diosa de las fuentes, era “la del álamo negro” y tenía un bosque sagrado a la entrada de Roma.
- Aliso: en la Antigüedad se asoció a Cronos. En la mitología galesa se asoció al dios cuervo Bran; se decía que la rama más alta del aliso era la cabeza oracular cantora de este dios. En la Odisea, es mencionado como uno de los árboles de la resurrección, junto con el álamo y el ciprés. Se cree que había una arboleda sagrada de alisos junto al complejo megalítico de Rollright Stones, en los Midlands ingleses.
- Ashoka: es un árbol del bosque tropical lluvioso (Saraca asoca), importante en las tradiciones culturales del sucontinente indio, donde se considera sagrado, especialmente en la India y en Sri Lanka. Está estrechamente asociado con las yakshini, seres míticos del hinduismo, el budismo y el jainismo. Es fácil encontrar a estos seres con cuerpo de mujer a la entrada de los templos budistas e hindúes, con los pies en el tronco y las manos sujetando las ramas de un árbol ashoka florecido.
- Avellano: era el árbol del conocimiento y la justicia para los celtas, aunque la especie más productiva fue introducido en Europa por los griegos. Los celtas castigaban a quienes cortaban avellanos o manzanos por considerarlos árboles sagrados. En Islandia, se consideraba un árbol de fertilidad. Las varitas de avellano se usan para encontrar agua.
- Baobab: es considerado sagrado en numerosos lugares de África, de ahí que se haya respetado y se encuentren en muchos lugares ejemplares gigantescos. En Madagascar es famosa la Avenida de los baobabs; en Namibia, los bosquimanos aseguran que son árboles del revés, arrojados así por la divinidad desde el cielo; en Senegal, los griots, guardianes de la memoria de los pueblos, son enterrados al pie de un baobab.
- Ceiba: es el árbol sagrado de los mayas, que unía el mundo subterráneo de Xibalba con el mundo de los vivos y situaba una en cada uno de los cuatro puntos cardinales. En la santería, su orisha es Iroko. También es sagrada para los abakuás, una cofradía cubana formada por descendientes de esclavos de Nigeria, de la tradición yoruba.
- Ciprés: su madera ha sido sagrada desde la Antigüedad, ya que con ella se construyó el arca de Noé y parte del templo de Salomón. Era adorado en el reino de Saba. En Grecia, se convirtió en el árbol de la muerte, consagrado a Saturno y más tarde a Plutón. La náyade Thyia, madre de los cipreses, dio nombre a la tuya. Las puertas de los templos griegos y romanos se hacían de ciprés, como están hechas las de la basílica de San Pedro de la Ciudad del Vaticano.[cita requerida] En el zoroastrismo estaba consagrado a Ormuz. El ciprés de Kashmar es un árbol mítico de legendaria belleza y gigantescas dimensiones mencionado en el Shahnameh o Libro de los reyes persas.
- Encina: fue árbol sagrado en todo el Mediterráneo. Zeus meditaba debajo de una encina. En el santuario de Dodona, el murmullo de las hojas de una encina ayudaba al oráculo. En España, en Ayala (Álava), y otras localidades, se encuentran santuarios de Nuestra Señora de la Encina.
- Espino: árbol de duendes y druidas, marca la entrada al otro mundo en la mitología celta. Estaba asociado a la diosa Olwen, la del blanco rastro, y a Blodeuwed. En Glastonbury hay un espino, el espino de Glastonbury, que se dice que procede del cayado de José de Arimatea y, cuando florece, una de sus ramas se regala a la reina de Inglaterra. La Virgen de Arantzazu, patrona de Guipúzcoa, fue encontrada sobre un espino albar por un pastor.
- Fresno: en la antigua Grecia se consideraba símbolo de la justicia divina. Estaba asociado a la ninfa Andrasteia, hija de Océano, y a Poseidón, pero donde más relevancia alcanza es en la mitología escandinava, ya que el árbol del mundo, Yggdrasil, es un fresno. Se dice que es el único árbol al que no se acercan las serpientes y que san Patricio las expulsó de Irlanda con una vara de fresno.
- Garoé: fue el árbol sagrado de los bimbaches, antiguos habitantes de la isla de El Hierro, en Canarias. Se cree que podría haber pertenecido a la especie Ocotea foetens.

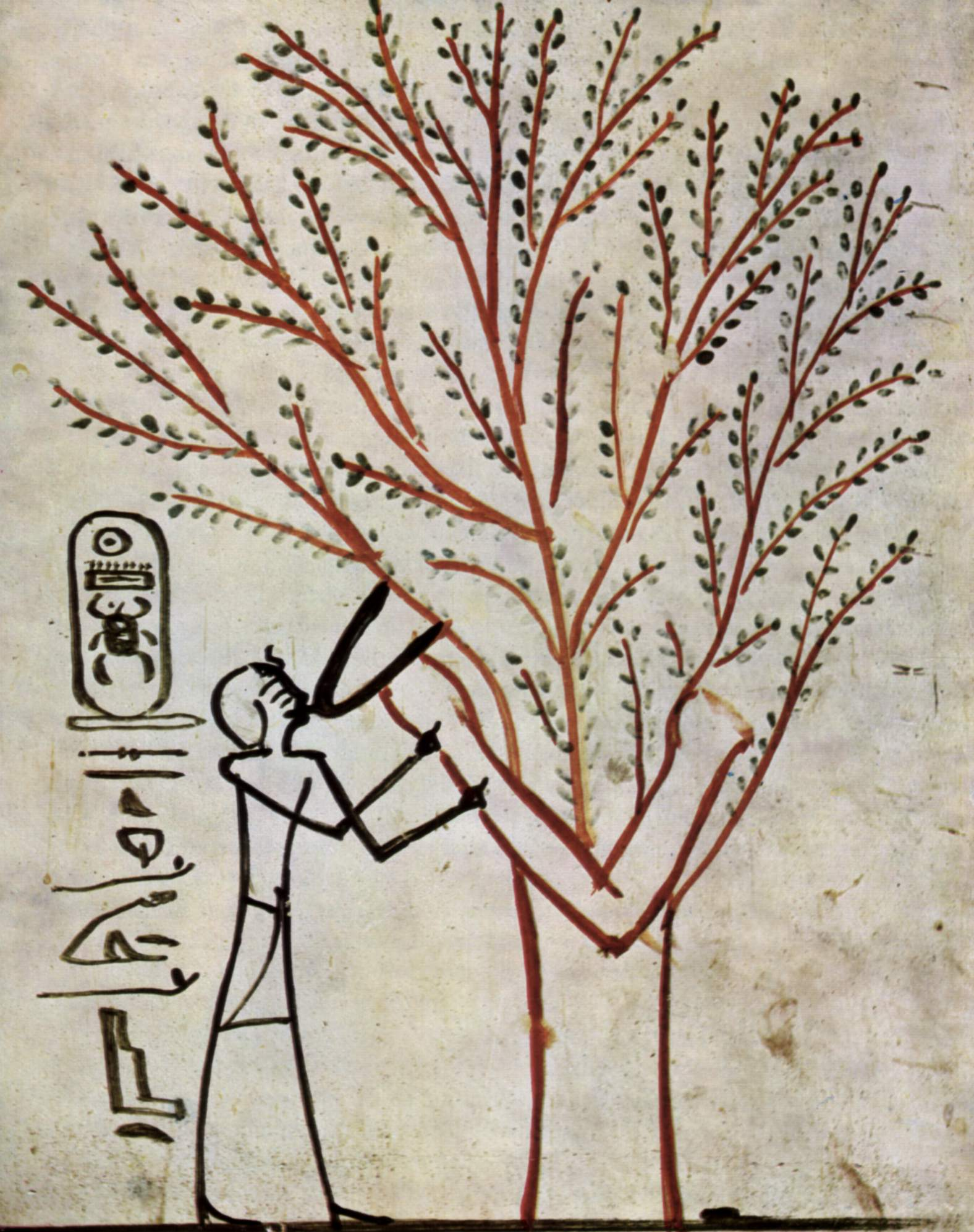
En la tumba de Tutmosis III, el rey se alimenta del árbol sagrado del sicómoro.

- Higuera: se cuenta que hay tres higueras sagradas, la que prestó la hoja para cubrir las partes pudentas de Adán y Eva, la que protegió a Buda mientras meditaba y la que utilizaba Hathor para alimentar a los peregrinos en el Antiguo Egipto, aunque en su caso fue un sicómoro, el Ficus sycomorus o falsa higuera. Son tres variedades distintas y la única que sigue conservando su carácter sagrado es la higuera sagrada de la India (Ficus religiosa) o Akshayavat, bajo uno de cuyos ejemplares, del que se conservan retoños, alcanzó la iluminación el Buda.
- Kadam: árbol tropical, el Neolamarckia cadamba, sagrado para los hindúes. En el norte de la India está asociado a Krishna, mientras que en el sur lo está a Parvati. Aparece mencionado en el Bhagavata Purana. En el mes de Bhaadra (sexto mes del año hindú, entre el 23 de agosto y el 22 de septiembre) se celebra el festival de la recolección de Karam-Kadamba, donde se hacen servir ramitas del árbol y donde se recuerda el viejo reino de Kadamba. El kadam también se asocia a una deidad llamada Kadambariyamman; en este sentido hay uno a la entrada del templo de Meenakshi, en Madurai.
- Kalpavriksha (Devanagari: कल्पवृक्ष), también conocido como kalpataru, kalpadruma y kalpapādapa, es un árbol imaginario, mitológico, mencionado en la literatura sánscrita como árbol divino, fuente de todos los deseos. En Mangaliyawas, cerca de Ajmer, Rajastán, hay dos árboles de más de ochocientos años reverenciados como kalpavrikshas. En el Padma Purana se dice que este árbol es el parijat, otro árbol sagrado. En Joshimath hay un kalpavriksha que es una morera, pero en otros lugares se identifica con un baniano (Ficus benghalensis), otro tipo de higuera, y en zonas costeras incluso se dice que es un cocotero, por su capacidad de satisfacer las necesidades humanas.
- Laurel: es el árbol del amor en la antigua Grecia, ya que el mito cuenta que Dafne fue convertida en laurel para escapar a los amores ciegos de Apolo. Cuando el dios lo descubre, lo declara árbol sagrado.
- Manzano: en la antigua Grecia, era el símbolo de Afrodita, y en jardín de las Hespérides había un bosquecillo de manzanos cuyo fruto tenía el don de la inmortalidad; además, estaba consagrado a Ceres, diosa de la agricultura. Muchas interpretaciones de la Biblia lo consideraban el árbol prohibido, pero es difícil estar seguro, ya que podría haber sido una higuera. En la isla de los Bendecidos, del mito artúrico, hay un manzano sagrado, del que proceden las tres manzanas mágicas que tienen un papel importante en la mitología celta.
- Mirto: es más un arbusto que un árbol. Aparece en numerosas ocasiones en la Biblia; en hebreo, su nombre significa "dulzura". Para los persas, era símbolo de alegría. Su nombre en griego significa "perfume" y, junto con la rosa, estaba asociado a Afrodita. El mirto se usaba en muchas celebraciones. En Roma incluso había una Venus Murcia, relacionada con Murtia, diosa del mirto.
- Olivo: está en el origen de Atenas y en el huerto de Getsemaní. Es símbolo de inmortalidad, de resurrección y esperanza. Dice el mito que cuando los persas cortaron el olivo sagrado del Erecteion, en Atenas, en una noche creció un palmo, para demostrar la fuerza de los atenienses. Fue el emblema de las Olimpiadas de 2004 en Atenas, para representar la importancia que tenía en la Antigüedad.
- Olmo: estaba asociado a la muerte y a la idea del renacimiento. Los griegos decían que el primer bosquecillo nació a la vuelta de Orfeo del infierno. Era el árbol de Hermes, estaba consagrado a Saturno, y en Europa del Norte, era el árbol de los duendes que vigilaban los túmulos de los muertos.
- Palmera datilera: ha sido venerada en el Antiguo Egipto por sus dátiles y como símbolo de renacimiento. Su importancia era tan grande que pasó al cristianismo como símbolo de renacimiento. Hay muchas variedades; una de ellas, la palmera de Doum, Hyphaene thebaica, representaba al dios Thot y su semilla se ha encontrado en numerosas tumbas de los faraones; otra, la Roystonea o palma real, es árbol sagrado en Cuba.
- Pārijāta: árbol celestial de la mitología hindú, se identifica con el árbol del coral (Nyctanthes arbor-tristis). Aparece en el paraíso del dios Indra, entre otros mitos.
- Pino: en el Antiguo Egipto, estaba relacionado con Osiris, que se personificaba en un pino para enseñar el cultivo de las vides y los árboles frutales. En Grecia y Roma estaba consagrado a Dioniso. El dios Pan aparece coronado con ramas de pino. En la mitología celta, es un árbol benévolo, que ayuda a descansar al viajero.
- Roble: por su grandiosidad, muchas culturas lo han considerado árbol de los dioses. Probablemente, Zeus descansara bajo un roble en lugar de bajo una encina, aunque es difícil diferenciarlos en los mitos porque ambos pertenecen al género Quercus. En Roma estaba consagrado a Júpiter. El dios Esculapio lleva un bastón con una rama de roble como símbolo de Zeus. En la mitología báltica, el dios Perkunas estaba consagrado al roble; como Perun en la mitología eslava. En la Galia celta, Esus era el dios del roble. Los robles sagrados son comunes entre los druidas, que usaban los árboles viejos para sus rituales. Entre los robles famosos se encuentra el roble de Mamre, en Hirbet es-Sibte, a 2 km al sudoeste de Mamre, en Cisjordania, Palestina, también conocido como árbol de Abraham, donde cuenta la tradición que el profeta se encontró con tres ángeles.
- Sándalo: es un árbol sagrado en Oriente, donde se asocia al Buda Amitābha, el de la luz infinita, del que se hacen las estatuas con madera de sándalo. Los rosarios budistas tibetanos se hacen de cuentas de sándalo, como los del Tantra budista. En China y Japón se quema en los templos, y en India en los de Shiva y Visnú. El sándalo despierta la kundalini y conecta los chakras.
- Sauce: en la mitología griega, Perséfone tenía un bosquecillo de sauces en el infierno, y la bruja Circe tenía un cementerio de sauces dedicado a Hécate. En la mitología sumeria, Bel era dios del sauce, convertido en Belenos en la mitología celta, donde el sauce estaba asociado a la muerte.
- Tejo: árbol sagrado para los antiguos cántabros. Aún hoy se encuentran tejos milenarios en el centro de algunos pueblos de Cantabria, que eran lugares de reunión donde se celebraban las reuniones y concejos. El tejo es un árbol venenoso (hojas, fruto, savia...) y los antiguos guerreros cántabros en sus guerras contra el Imperio Romano llevaban siempre consigo un preparado del mismo para suicidarse en caso de caer en manos del enemigo.
- Zapis: es un árbol que en los pueblos de Serbia consideran sagrado y que suele hallarse en las cercanías. En su corteza, se graba una cruz y la gente acude al árbol, generalmente un roble, para rezar. Es una antigua tradición.
- Ziziphus spina-christi: se dice que es la especie de espino del que se hizo la corona de espinas de Jesucristo. Tiene una especial importancia para los judíos, pero también para cristianos y musulmanes.

## Mitología nórdica
Siendo países donde los bosques son predominantes, los países del norte de Europa siempre han sentido adoración por los árboles y han llevado al ámbito de los sagrado a un buen número de ellos.

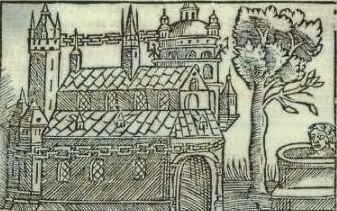
Templo de Upsala, con la cadena de oro, la fuente y el árbol, Historia de Gentibus Septentrionalibus (1555), por Olaus Magnus.

- Barnstokkr: árbol que crece en el centro de la sala del rey Volsung. Aparece mencionado en los capítulos 2 y 3 de la Saga Volsunga. No está claro si es un manzano o un roble.
- Roble de Thor o roble de Donar, árbol sagrado de la tribu germánica de los chatti.
- Glasir: árbol o arboleda descrita como la más bella entre los dioses y los hombres, cuyas hojas doradas relucen en el reino de Asgard, fuera de las puertas del Valhalla. Aparece mencionado en las Eddas.
- Irminsul: es un pilar que unía el cielo y la tierra, representado por el tronco de un roble. Podría estar relacionado con el fresno Yggdrasil y con el árbol sagrado de Upsala. Dice la leyenda que Carlomagno lo hizo cortar para imponer el cristianismo a los bárbaros.
- Læraðr: árbol de la mitología nórdica identificado a veces con Yggdrasil. Aparece en las Eddas.
- Mímameiðr: árbol que extiende sus ramas por toda la tierra conocida, inmune al fuego o al hacha, lleva el fruto que ayuda a las mujeres preñadas y en su copa se encuentra el gallo Víðópnir. Aparece en la Edda poética.
- Árbol sagrado de Upsala: fue un árbol sagrado que se encontraba en el templo de Upsala, en Suecia, en la segunda mitad del siglo XI. No se sabe qué especie era, pero se cree que era un tejo. También podría ser un bosquecillo.
- Yggdrasil: es un fresno perenne, el árbol de la vida que une los nueve mundos, desde Asgard, en lo más alto, a Jötunheim, el mundo de los gigantes, y Helheim, el reino de los muertos.